# Phare de Naissaar

Le phare de Naissaar (en estonien : Naissaar Tuletorn) est un phare situé sur l'île de Naissaar au large du port de passagers de Tallinn dans le Comté de Harju, en Estonie, dans le golfe de Finlande.
Il est géré par l'Administration maritime estonienne ,.

## Histoire
Le premier phare, en bois, sur l'île de Naissaar a été construit en 1788 sur le nord de l'île. Le phare, en voie de détérioration, a été remplacé par une structure en pierre de 38 m de haut en 1849. Il a été fortement endommagé pendant la guerre de Crimée, mais il a été rebâtit en 1856. Le phare en pierre a été détruit par les troupes soviétiques en 1941, pendant la Seconde Guerre mondiale. Après la Seconde Guerre mondiale, un phare provisoire en bois a été construit et mis en service entre 1946 et 1960.
En 1960 un phare  en béton armé de 45 mètres a été construit à sa place. La nouvelle lanterne a été installée en 1999. Le phare a été automatisé, le gardien du phare quittant le service en 2004.
L'île est stratégiquement importante pour le contrôle du Golfe, donc elle a été lourdement fortifiée depuis les années 1710. Les troupes soviétiques basées dans l'île se sont finalement retirées en 1993 et l'île a alors été déclaré partiellement comme parc naturel de Naissaar.

## Description
Le phare  est une tour octogonale effilée de 45 mètres de haut, avec une double galerie et une lanterne. La tour est peinte en blanc avec son tiers supérieur rouge. Il émet, à une hauteur focale de 47 mètres, un long éclat blanc toutes les 10 secondes. Sa portée nominale est de 12 milles nautiques (environ 22 km).
Identifiant : ARLHS : EST-008 ; EVA-320 - Amirauté : C-3790 - NGA : 12772 .

## Caractéristique duFeu maritime
Fréquence : 10 secondes (W)
- Lumière : 3 secondes
- Obscurité : 7 secondes

|                   |
| Golfe de Finlande |

|          |
| Le phare |

|       |
| L'île |

### Lien connexe
- Liste des phares d'Estonie